# El robo del siglo
El robo del siglo és una pel·lícula argentina de 2020, dirigida per Ariel Winograd i pertanyent al gènere de thriller policial i comèdia. La cinta és protagonitzada per Diego Peretti, Guillermo Francella, Pablo Rago, Luis Luque, Rafael Ferro i Mariano Argento.

## Argument
La pel·lícula està basada en una història real, el robatori de la sucursal del Banco Río de la localitat bonaerense d'Acassuso el divendres 13 de gener de 2006, que va ser assaltada per una banda de sis lladres armats amb armes de joguina. Van prendre 23 ostatges i es van portar aproximadament 19 milions de dòlars de 147 caixes de seguretat, que van abandonar posteriorment després de la fugida.

## Repartiment
- Diego Peretti com Fernando Araujo, cervell i executor del cop.
- Guillermo Francella com Luis Mario Vitette Sellanes, "L'home del vestit gris".[4]
- Pablo Rago com Sebastián "El Marciano" García Bolster.[5]
- Luis Luque com Miguel Sileo, negociador de la policia.
- Juan Alari com "El Paisa", conductor de la camioneta.[4]
- Rafael Ferro com Alberto "Beto" de la Torre, encarregat de la presa d'ostatges.[6]
- Magela Zanotta com "La Turca", esposa de De la Torre.[4]
- Johanna Francella com Lucía Vitette Sellanes.
- Mariano Argento com "El Doc" Debauza.
- Mario Moscoso i Darío Levy com oficials de policia.
- Fabián Arenillas com el cap del Grupo Halcón.
- Mario Alarcón como el fiscal.
- Enrique Dumont como el psicoanalista.
- Sebastián Mogordoy com el guàrdia de seguretat.
- Mariela Pizzo com Claudia, esposa de "El Marciano".
- Luz Palazón com la empleada bancaria.
- María Marull com l’advocada.
- Paula Grinszpan com l'empleada de la neteja.
- Pochi Ducasse i Juan Tupac Soler com a ostatges.

## Producció
El rodatge de la pel·lícula va començar el 15 d'abril de 2019 a Buenos Aires i va acabar el 4 de juny del mateix any a Potrerillos, Província de Mendoza, uns set mesos i mig abans de la seva definitiva estrena, el 16 de gener de 2020. El guió va ser escrit pel productor Alex Zito i el mateix autor de l'atracament, Fernando Araujo, qui tenia un taller de pintura a deu quadres del banc. La cinta va ser distribuïda per Warner Bros. Pictures.

## Recepció

### Crítica
La pel·lícula va rebre crítiques molt favorables per part de la premsa especialitzada. Segons el lloc web Todas Las Críticas, portal que recopila i llança una mitjana entre diverses crítiques professionals, la cinta posseeix una qualificació de 77/100, basada en 34 ressenyes.

### Comercial
La pel·lícula, distribuïda per Warner Bros., va ser estrenada en 376 sales de cinema, la qual cosa va implicar un llançament a nivell nacional. Va ser estrenada també a Bolívia, Xile, Paraguai i l'Uruguai. Donat l'interès durant la seva estrena i pre-estrenes, es va acabar ampliant la seva estrena a 392 sales. Amb una estimació de 96.420 entrades venudes el dijous 17 de gener de 2020, segons la web Ultracine, El robo del siglo es va convertir així en la segona pel·lícula argentina més vista en la història en el seu moment d'estrena, només per darrere de l'aconseguit per la cinta animada Metegol, amb 113.000 entrades. Finalitzat el seu primer cap de setmana en cartellera, la cinta va aconseguir també quedar en el cinquè lloc històric quant a entrades venudes per una producció nacional amb 417.000 bitllets tallats, només superada per El Clan (504.000), Relatos salvajes (450.000) i Metegol (425.000). En finalitzar la seva primera setmana completa en cartellera l'acumulat va ser de 634.000 espectadors.
La pel·lícula va ser vista per més de dos milions d'espectadors a l'Argentina. Al març, vuit setmanes després de la seva estrena, continuava sent exhibida en 139 sales.
A l'Uruguai, El Robo del Siglo va ser estrenada a 45 sales, i va ser la pel·lícula més vista per diverses setmanes.

## Premis i nominacions

### Participació en festivals de cinema
| Festival                                              | Data d'esdeveniment      | Categoria                         | Nominació           | Resultat           | Ref.   |
| ----------------------------------------------------- | ------------------------ | --------------------------------- | ------------------- | ------------------ | ------ |
| Festival de Màlaga                                    | 13 al 22 de març de 2020 | Secció oficial                    | El robo del siglo   | Només participació | [ 23 ] |
| Festival Internacional de Cinema de Begur Costa Brava | 13 d'octubre de 2020     | Millor producció Llatinoamericana | El robo del siglo   | Guanyador          | [ 24 ] |
| Festival Internacional de Cinema de Begur Costa Brava | 13 d'octubre de 2020     | Millor Interpretació Masculina    | Guillermo Francella | Guanyador          | [ 25 ] |